# Speocropia trichroma
Speocropia trichroma är en fjärilsart som beskrevs av Herrich-Schäffer 1868. Speocropia trichroma ingår i släktet Speocropia och familjen nattflyn. Inga underarter finns listade i Catalogue of Life.